# Senapsfränskivling
Senapsfränskivling (Hebeloma sinapizans) är en svampart som först beskrevs av Elias Fries, och fick sitt nu gällande namn av Pier Andrea Saccardo 1887. Enligt Catalogue of Life ingår Senapsfränskivling i släktet fränskivlingar,  och familjen Strophariaceae, men enligt Dyntaxa är tillhörigheten istället släktet fränskivlingar,  och familjen buktryfflar. Arten är reproducerande i Sverige. Inga underarter finns listade i Catalogue of Life.

## Källor

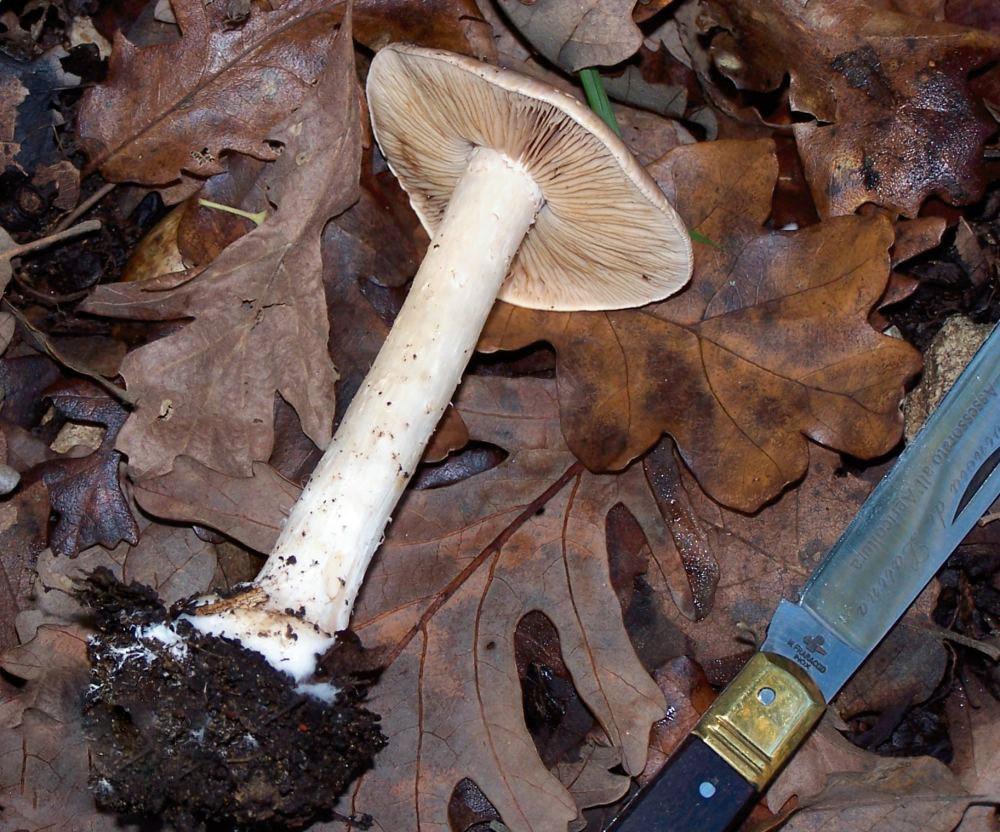